# Deborah Ellis
Deborah Ellis (Paris, 7 agosto 1960) è una scrittrice canadese.

## Carriera
Pacifista e femminista dall'età di 17 anni, lavorò in varie parti del mondo (Africa, Europa orientale, ecc.) a numerosi progetti di guerre o catastrofi umanitarie. Il suo primo libro è stato Looking for X, storia di una ragazzina undicenne che si mette alla ricerca della sua amica X, una misteriosa donna senza dimora che è scomparsa. Il libro vinse il Governor General's Award, un prestigioso premio letterario canadese, equivalente alla Carnegie Medal.
In seguito all'esperienza maturata in un campo per rifugiati afghani in Pakistan scrisse il libro Sotto il burqa (The Breadwinner) dove racconta di una bambina costretta a travestirsi da maschio per poter lavorare e guadagnare qualcosa per la sua famiglia, privata del capofamiglia arrestato dai talebani. Insieme ai successivi Il viaggio di Parvana (Parvana's Journey) e Città di fango (Mud City) costituisce la "Trilogia del burqa".
In Verso il paradiso (The Heaven Shop) ha affrontato il tema dell'AIDS vissuto dai ragazzi in Africa. L'ultimo libro di Deborah Ellis è Il coraggio della Libellula, ambientato in Canada nel 2010, dove racconta dell'omicidio di Stephanie Glass e dell'ingiusta accusa di omicidio colposo rivolta a Casey White, giovane sedicenne che lavora nel campo dove è stata uccisa la bimba. Jess, migliore amica di Casey, cade in una sorta di depressione e comincia a credere che Casey sia colpevole. Sullo sfondo di questa vicende, si svilupperà la storia. Nel 2013 pubblicò Il mio nome è Parvana, il seguito della trilogia del burqa.
La sua attività di scrittrice non l'ha distolta dai suoi impegni nel campo sociale e attualmente fa l'assistente sociale a Toronto in gruppo di sostegno per donne con problemi di salute mentale.

## Opere
- Looking for X (1999)
- Women of the Afghan War (2000)
- Sotto il burqa (2002). Milano: Fabbri. ISBN 8845128881
- Il viaggio di Parvana (2003). Milano: Fabbri. ISBN 884518112X
- Città di fango (2004). Milano: Fabbri. ISBN 8845101444
- Three Wishes (2004)
- Verso il paradiso (2005). Milano: Fabbri. ISBN 8845113639
- Io sono un taxi (2007), Fabbri editore. ISBN 9788845144240
- Il coraggio della libellula (2013), Rizzoli. ISBN 9788817066686
- Il mio nome è Parvana (2013), Rizzoli. ISBN 9788817063869
- Le ragazze di Parvana (2022), Rizzoli. ISBN 9788817164788